# Brüder Kruse
Die Firma Brüder Kruse war ein deutscher Fuhrwerks-, Automobil- und Nutzfahrzeughersteller, der in Hamburg ansässig war.
Von 1899 bis 1909 wurden dort auch Personenkraftwagen und Lastkraftwagen gebaut. Angetrieben wurden die Fahrzeuge von Dampfmaschinen, Benzinmotoren oder Elektromotoren.
Bis 1930 wurden bei Kruse noch Karosserien gefertigt.